# Erich Süßenberger
Erich Süßenberger (* 13. Februar 1911; † 1. Dezember 2007 in Offenbach am Main) war ein deutscher Meteorologe.

## Leben
Erich Süßenberger wurde 1935 an der Universität Frankfurt mit der Arbeit „Neue Untersuchungen über die nächtliche Effektive Ausstrahlung“ zum Dr. phil. nat. promoviert. Er war Mitglied in der Burschenschaft Arminia Frankfurt.
1953 trat Erich Süßenberger in den Staatsdienst, im Bundesministerium für Verkehr ein. 1965 wurde er als Leiter des Referates „Wetterdienst“ zum Präsidenten des DWD ernannt. Er war von 1966 bis zu seiner Pensionierung 1977 dritter Präsident des Deutschen Wetterdienstes (DWD).
Er bemühte sich insbesondere um die internationale Zusammenarbeit und Vernetzung der nationalen Wetterdienste und engagierte sich in den Gremien der Weltorganisation für Meteorologie (WMO). Er war Initiator des Europäischen Zentrums für mittelfristige Wettervorhersagen (EZMW) im englischen Reading. Er war Mitglied der Deutschen Meteorologischen Gesellschaft (DMG).
Erich Süßenberger verstarb Anfang Dezember 2007 im Alter von 96 Jahren in Offenbach am Main.

## Schriften
- Der Deutsche Wetterdienst, Droste Düsseldorf 1973, ISBN 3-7700-7043-7